# Scottish Third Division 1999/2000
Die Scottish Football League Third Division wurde 1999/2000 zum insgesamt sechsten Mal unter diesem Namen ausgetragen. Es war zudem die sechste Austragung der Third Division als nur noch vierthöchste schottische Liga. In der vierthöchsten Fußball-Spielklasse der Herren in Schottland traten in der Saison 1999/2000 10 Klubs in insgesamt 36 Spieltagen gegeneinander an. Jedes Team spielte jeweils viermal gegen jedes andere Team. Bei Punktgleichheit zählte die Tordifferenz.
Die Meisterschaft gewann der FC Queen’s Park, der sich gleichzeitig zusammen mit dem Tabellenzweiten und dritten, den Berwick Rangers und Forfar Athletic die Teilnahme an der Second Division-Saison 2000/01 sicherte. Torschützenkönig mit 17 Treffern wurden Steven Milne von Forfar Athletic.

## Vereine
| Verein                | Stadt              | Stadion         |
| --------------------- | ------------------ | --------------- |
| Albion Rovers         | Coatbridge         | Cliftonhill     |
| Berwick Rangers       | Berwick-upon-Tweed | Shielfield Park |
| Brechin City          | Brechin            | Glebe Park      |
| FC Cowdenbeath        | Cowdenbeath        | Central Park    |
| FC Dumbarton          | Dumbarton          | Boghead Park    |
| FC East Fife          | Methil             | Bayview Stadium |
| FC East Stirlingshire | Falkirk            | Firs Park       |
| Forfar Athletic       | Forfar             | Station Park    |
| FC Montrose           | Montrose           | Links Park      |
| FC Queen’s Park       | Glasgow            | Hampden Park    |

## Statistiken

### Abschlusstabelle
| Pl. | Verein                | Sp. | S  | U  | N  | Tore    | Diff. | Punkte |
| --- | --------------------- | --- | -- | -- | -- | ------- | ----- | ------ |
| 1.  | FC Queen’s Park       | 36  | 20 | 9  | 7  | 054:370 | +17   | 69     |
| 2.  | Berwick Rangers       | 36  | 19 | 9  | 8  | 053:300 | +23   | 66     |
| 3.  | Forfar Athletic (A)   | 36  | 17 | 10 | 9  | 064:400 | +24   | 61     |
| 4.  | FC East Fife (A)      | 36  | 17 | 8  | 11 | 045:390 | +6    | 59     |
| 5.  | FC Cowdenbeath        | 36  | 15 | 9  | 12 | 059:430 | +16   | 54     |
| 6.  | FC Dumbarton          | 36  | 15 | 8  | 13 | 053:510 | +2    | 53     |
| 7.  | FC East Stirlingshire | 36  | 11 | 7  | 18 | 028:500 | −22   | 40     |
| 8.  | Brechin City          | 36  | 10 | 8  | 18 | 042:510 | −9    | 38     |
| 9.  | FC Montrose           | 36  | 10 | 7  | 19 | 039:540 | −15   | 37     |
| 10. | Albion Rovers         | 36  | 5  | 7  | 24 | 033:750 | −42   | 22     |

Platzierungskriterien: 1. Punkte – 2. Tordifferenz – 3. geschossene Tore – 4. Direkter Vergleich (Punkte, Tordifferenz, geschossene Tore)
| Saison 1999/2000 |

| Zum Saisonende 1998/99 |                                   |
| (A)                    | Absteiger aus der Second Division |